# Omonadus formicarius
Omonadus formicarius – gatunek chrząszcza z rodziny nakwiatkowatych i podrodziny Anthicinae.
Gatunek ten został opisany w 1777 roku przez Johanna Augusta Ephraima Goeze’a jako Meloe formicarius.
Chrząszcz o ciele długości od 3 do 3,5 mm, z wierzchu szczątkowo owłosionym. Głowę ma dużą, okrągławą w zarysie, o krótszych niż średnica oczu, ku tyłowi nieco rozszerzonych i zaokrąglonych skroniach oraz tylnym brzegu pozbawionym wyraźnego wklęśnięcia pośrodku, ubarwioną brunatnie z przyciemnieniem, zwykle obejmującym większą jej część niż u O. floralis. Krótkie czułki są ku szczytom pogrubione, podobnie jak głaszczki ubarwione jasnobrunatnie. Punkty na głowie są delikatne i oddalone od siebie mniej więcej o swoje średnice, a między nimi zauważyć można delikatną mikrorzeźbę. Wypukłe i ku podstawie silnie zwężone przedplecze nie ma guzków. Barwa przedplecza jest z przodu ciemnobrunatna, a z tyłu jasna. Punkty na przedpleczu są gęściej rozmieszczone, acz równie delikatne jak na głowie. Kształt pokryw jest owalny z wyraźnie zaznaczonymi barkami, najszerszy nieco za środkiem, trochę smuklejszy niż u O. floralis. Między guzami barkowymi rozciąga się stosunkowo słabe, półkoliste wgniecenie. Kolor pokryw jest ciemnobrunatny z rozjaśnionymi częściami barkowymi, a czasem też przyszwowymi. Punktowanie pokryw jest większe niż przedplecza i głowy, a włoski na nich krótsze niż odległości między punktami, choć nieco wyraźniej widoczne niż u O. floralis.
Gatunek kosmopolityczny, znany ze wszystkich krain zoogeograficznych i wszystkich kontynentów oprócz Antarktydy, a także licznych wysp (np. Makaronezji, Karaibów i Oceanii z Hawajami włącznie). W Europie sięga od Morza Śródziemnego na południu aż po północne krańce Półwyspu Fennoskandzkiego i stwierdzony został w Portugalii, Hiszpanii, Francji, Wielkiej Brytanii, Belgii, Niemczech, Szwajcarii, Liechtensteinie, Austrii, Włoszech, Malcie, Danii, Szwecji, Norwegii, Finlandii, Estonii, Łotwie, Litwie, Polsce, Czechach, Słowacji, Węgrzech, Białorusi, Ukrainie, Rosji, Rumunii, Bułgarii, Chorwacji, Bośni i Hercegowinie, Macedonii i Grecji.
Zasiedla suche i piaszczyste stanowiska na polach, pobrzeżach lasów i w ogrodach, gdzie spotyka się go pod różnego rodzaju rozkładającą się materią roślinną. Często współwystępuje z O. floralis.